# Mark Otis Selby

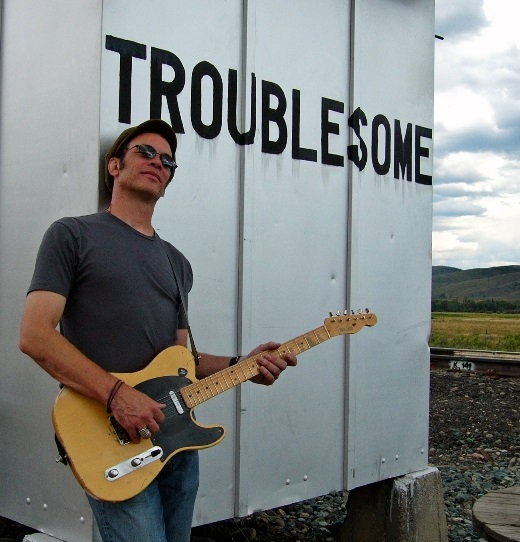
Mark Otis Selby

Mark Otis Selby (* 1960 oder 1961 in Enid, Oklahoma; † 18. September 2017 in Nashville, Tennessee) war ein amerikanischer Gitarrist, Blues-Rock-Sänger, Songwriter und Produzent.

## Leben
In den 1990er-Jahren zog er nach Nashville, nachdem er an der Fort Hays State University einen Abschluss in Komposition erworben hatte. Als Autor hatte Selby mehr als zehn Top-40-Hits, darunter vier Titel, die an der Spitze der Charts standen. Selby war Co-Autor von Kenny Wayne Shepherd, mit dem er unter anderem Blue on Black schrieb, eine Single, die vom Billboard Magazine zum Rock-Track des Jahres 1998 gewählt wurde.
Er schrieb auch viele Country-Songs, unter anderem für Trisha Yearwood und Wynonna Judd. Gemeinsam mit seiner Frau Tia Sillers schrieb er There’s Your Trouble für die Dixie Chicks, mit dem die Gruppe ihren ersten Grammy gewann.

### Letzte Band
- Mark Selby: Gitarre
- Daryl Burgess: Schlagzeug
- Charles Anderson: Bass[3]

Mark Selby stand unter anderem mit B. B. King, Jeff Beck, John Mayer, Robert Cray, Lynyrd Skynyrd, Delbert McClinton, John Hiatt, The Fabulous Thunderbirds und Levon Helm auf der Bühne.

## Diskografie
- 2000 – More Storms Comin’ (Vanguard)
- 2003 – Dirt (Vanguard)
- 2006 – Mark Otis Selby … And the Horse He Rode in On (Tiamos)
- 2008 – Nine Pound Hammer (Pepper Cake)
- 2009 – Live at Rockpalast – One Night in Bonn (CD/DVD) (ZYX)
- 2013 – Blue Highway (C&B Productions)

## Über Mark Selby
- “As a singer/songwriter, Mark Selby’s in the same league as Bruce Springsteen, with meaty words, a compelling voice, and tracks that have more groove than a vintage vinyl record.” American Songwriter
- “An electrifying performer.” Blues Revue
- “Selby earned his moment in the spotlight with his excellent debut, More Storms Comin’ … his exceptional sophomore CD, Dirt, indicates that album was no fluke. No need for bells and whistles here—the music does the talking.” Rolling Stone
- “Simply put, 11 tracks of the best rock and roll we’ll hear this year.” Vintage Guitar